# Субботино (Воронежская область)
Субботино — хутор в Россошанском районе Воронежской области.
Входит в состав Алейниковского сельского поселения.

## География
На хуторе имеются две улицы — Гагарина и Народная.В настоящее время есть только улица Гагарина.

## История
В 1999 году хутор Субботин переименован в Субботино.

## Население
| 2010 |
| ---- |
| 1    |